# 旋梗菌属
旋梗菌属（学名：Streptopodium）是白粉菌科下的一个属。本属的建立是为了把那些在无性阶段分生孢子梗基部旋扭数周的白粉菌从典型的拟小卵孢属(Ovulariopsis)区分开来。新属的模式种为Pleochaeta polychaeta (Berk.et Curt.)Kimbr.et Korf 的无性阶段 Streptopodium bonariensis (Speg.)comb.nov.[= Ovulariopsis bonarensis (Speg.)Speg.]。因此，球针壳亚科（Phyllactinieae）在有性阶段方面包括2个属：半内生钩丝壳属（Pleochaeta）和球针壳属（Phyllactinia），在无性阶段方面也包括2个属：旋梗菌属（Streptopodium）和拟小卵孢属（Ovulariopsis）。Pleochaeta已发现无性阶段的种都是旋梗菌属，Phyllactinia已发现无性阶段的大部分种则为拟小卵孢属，只有Phyllactinta dalbergiae Piroz.和Phyllactinia yarwoodil Patw.两个种的无性阶段为旋梗菌属。在中国，球针壳亚科中无性阶段为旋梗菌属的种只有2个：一个是寄生在朴属（Celtis）上的Pleochaeta shiraiana (P.Henn.)Kimbr.et Korf，一个是寄生在小雀花（Campylotropis polyantha (Franch.)Schindl）和苦葛（Pueraria peduncularis Grah.）上的Phyllactinia dalbergiae Piroz.。后者的Phyllactinia 阶段在中国尚未发现，但是它过去曾错误地被作为Uncinulopsis polychaeta的无性阶段发表过。Phyllactinia dalbergiae Piroz.在中国是首次记载。

## 下属物种
本属包括以下物种：
- Streptopodium bonariense (Speg.) R.Y.Zheng & G.Q.Chen
- Streptopodium tabebuiae Liberato & R.W.Barreto